# Inishtrahull SPA
Inishtrahull SPA este o arie protejată (arie de protecție specială avifaunistică — SPA) din Irlanda întinsă pe o suprafață de 474,25 ha, integral pe uscat.

## Localizare
Centrul sitului Inishtrahull SPA este situat la coordonatele 55°26′19″N 7°14′24″W / 55.438632°N 7.239868°V.

## Înființare
Situl Inishtrahull SPA a fost declarat arie de protecție specială avifaunistică în martie 2009 pentru a proteja 7 specii de animale.

## Biodiversitate
Situată în ecoregiunea atlantică, aria protejată nu include niciun habitat protejat.
La baza desemnării sitului se află mai multe specii protejate de  păsări (7): Branta leucopsis, Fulmarus glacialis, Larus argentatus, pescăruș sur (Larus canus), pescăruș negricios (Larus fuscus), Phalacrocorax aristotelis, Rissa tridactyla.
Pe lângă speciile protejate, pe teritoriul sitului au mai fost identificate 1 specie de plante, 3 specii de păsări.